# Jimmie Ericsson
Jimmie Sven Ericsson (* 22. února 1980) je švédský profesionální hokejista hrající za tým Skellefteå AIK ve švédské hokejové lize (SHL).

## Kariéra
V roce 2013 byl oceněn cenou Guldpucken and Peter Forsberg Trophy po sezóně, kdy Skellefteå AIK poprvé od roku 1978  vyhrál švédský šampionát.
V roce 2014 Ericsson pomohl vést Skellefteå AIK na šampionát a tak se stali prvním klubem od roku 2000-2001 kteří se stali šampiony dva roky po sobě. Ericsson byl třetím nejlepším střelcem během play-off, zaznamenal dvanáct branek a dvě asistence ve čtrnácti hrách.
Po 8 sezonách v týmu Skellefteå se Ericsson rozhodl podepsat roční kontrakt s ruským týmem SKA Saint Petersburg, který hraje nejvyšší ruskou hokejovou ligu KHL.

## Mezinárodní scéna
Na mistrovství světa v roce 2013 a 2018 získal Ericsson zlatou medaili s Švédskou hokejovou reprezentací.
Jimmieho mladší bratr Jonathan je obránce, který v současné době hraje za Detroit Red Wings. Bratři Ericssonové měli spolu profesionálně hrát na mistrovství světa v roce 2010. Po vyloučení Detroitu v play-off v roce 2010 se Jonathan připojil k reprezentaci Švédska na Mistrovství světa. Jenomže si Jimmie poranil koleno a nemohl nastoupit. A tak se bratři poprvé potkali na Zimních olympijských hrách v Soči, kde vybojovali stříbrnou medaili. Jimmie byl jediným hráčem, který hrál v olympijském týmu a nebyl z NHL.
Ericsson reprezentoval Švédsko na Mistrovství světa IIHF v roce 2014, kde zaznamenal dva góly v deseti zápasech a získal bronzovou medaili.
Také reprezentoval Švédsko na Mistrovství světa IIHF v roce 2015, kde zaznamenal dvě asistence v osmi zápasech.
A ještě reprezentoval Švédsko na Mistrovství světa IIHF v roce 2016, kde byl i kapitánem a zaznamenal jeden gól a tři asistence v osmi zápasech.